# Michael Peinkofer
Michael Peinkofer (* 1969 Kempten (Allgäu)) je německý publicista a překladatel.

## Životopis
Narodil se roku 1969 v Kemptenu v Bavorsku. na univerzitě v Mnichově vystudoval germanistiku a historii. Od roku 1995 se věnuje publicistice. Se svou rodinou žije v rodném Kemptenu v Allgäu.

## Díla
- Seznam děl v Souborném katalogu ČR, jejichž autorem nebo tématem je Michael Peinkofer
- Bratrstvo run (2007)
- Návrat Orků (2008)
- Plamen z Faru (2008)
- Stín Thovta (2008)
- Přísaha Orků (2009)
- Dědicové Černé vlajky (2009)
- Na břehu Styxu (2010)
- Světlo Šambaly (2010)
- Vyjde: Zákon Orků
- Team X-treme (2011)